# V-107 (航空機)
V-107
- 用途：汎用 (輸送、掃海、救難)
- 分類：中型ヘリコプター
- 設計者：バートル
- 製造者：　
  - バートル→ボーイング・バートル
  - 川崎航空機→川崎重工業
- 運用者：
  -  アメリカ合衆国（海兵隊、海軍）
  -  日本（自衛隊）
  -  スウェーデン（空軍、海軍）他
- 初飛行：　
  - 1958年4月22日 (V-107)[1]
  - 1960年10月25日 (V-107-II)[1]
  - 1962年10月16日 (CH-46A)[1]
- 生産数：624機 (H-46)[2]
- 運用開始：1964年 (CH-46A)[2]
- 退役：　
  - 2009年11月3日 (KV-107-IIA-5)[3][4]
  - 2015年7月30日 (CH-46E)[5]
- 運用状況：退役
- ユニットコスト：600万USドル（1987年）

V-107は、バートルが開発したタンデムローター式・ターボシャフト双発のヘリコプター。アメリカ海兵隊ではCH-46 シーナイト（英: CH-46 Sea Kight）として採用、また川崎航空機がライセンス生産した機体（KV-107）は3自衛隊全てで採用されたほか、輸出にも供され、国内外で民間機として用いられた機体もあった。

## V-107

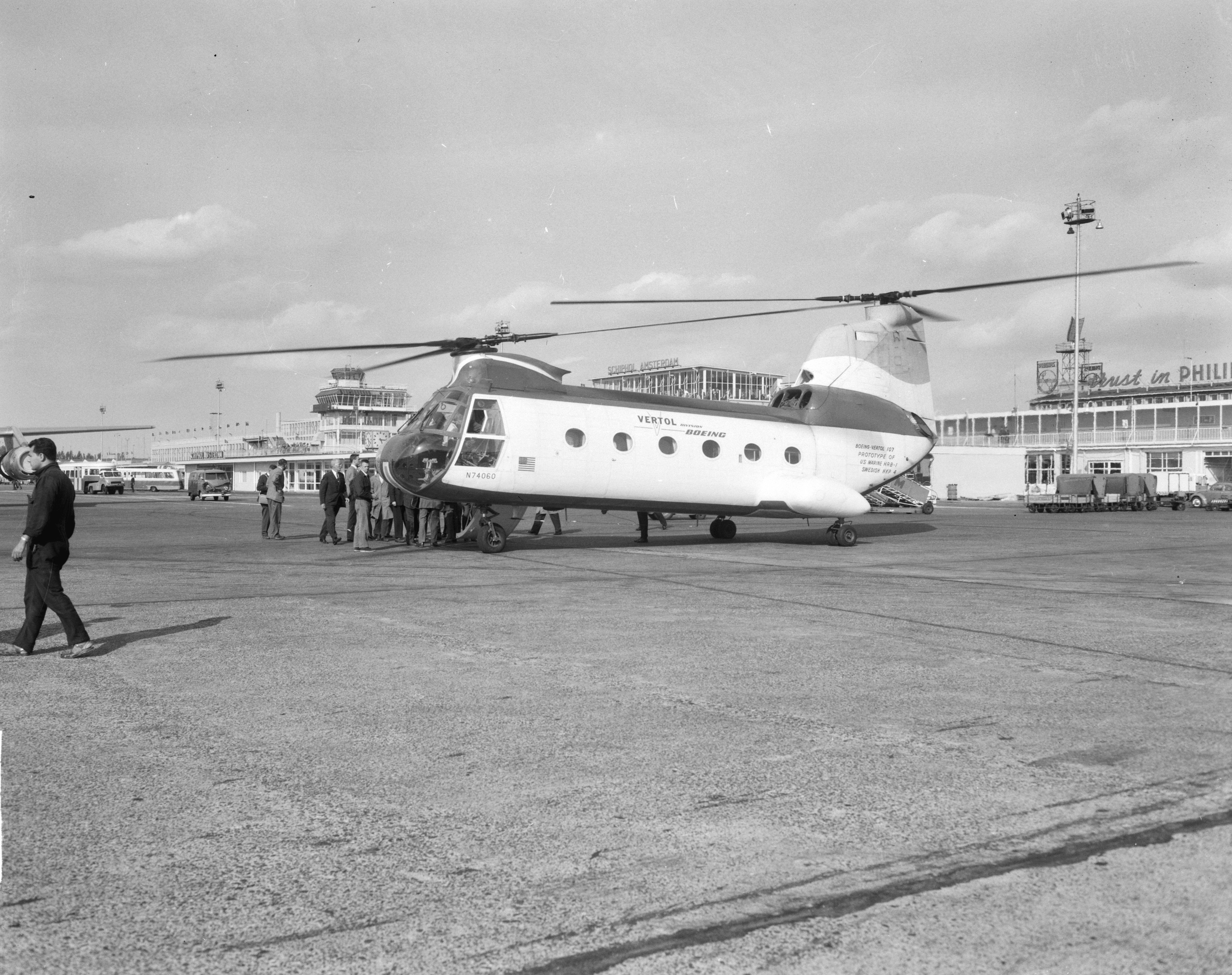
V-107試作機

パイアセッキ・ヘリコプター（1956年3月に「バートル」と改称）は、アメリカ海軍向けのHRPを端緒として、タンデムローター式ヘリコプターの開発実績を積んでいた。その後、朝鮮戦争でヘリコプターの有用性が実証され、また航空機用ターボシャフトエンジンの実用化によってヘリコプターの性能が更に向上すると期待されたこともあって、トーマス・ペッパー主任技師を中心として、海軍・海兵隊や空軍の幹部との面会やアンケートの送付によって用兵側のニーズの把握に努めていた。
この要求分析を経て、1957年5月より技術デモンストレーション用試作機の製作が開始された。これがV-107であり、試作機はN74060の機体記号を付与されて、1958年3月31日にロールアウトし、4月22日に初飛行を行った。同機はタンデムローター式のヘリコプターで、出力860軸馬力のライカミング T53ターボシャフトエンジンを双発に配していた。民間機として運航した場合、キャビンには23－25名の乗客を搭乗させられるように設計されており、エンジンを胴体後方の上部両舷に取り付けたこともあって、貨物の積み降ろしが容易なように胴体後方にはカーゴランプが設けられたほか、追加装備なしでも着水可能とされた。
同年6月25日、アメリカ陸軍はCH-21 ショーニー、CH-34 チョクトーおよびCH-37 モハーヴェの後継となる次期中型輸送ヘリコプターの要求仕様を作成し、各メーカーに提示した。V-107も検討の俎上に載せられて、YHC-1Aとして試作機10機が発注されたものの、機体規模の点で要求仕様に合致せず、3機で納入は打ち切られた。

## V-107-II
V-107の経験を踏まえて、バートル社ではエンジンを出力1,250軸馬力のゼネラル・エレクトリックのCT58に換装するなどした発展型としてV-107-IIを開発した。3機のYHC-1Aのうち1機を改修して試作機が製作され、1960年10月25日に初飛行した。

### アメリカ軍での運用
1961年の発注を皮切りに順次に発注が重ねられ、1977年までに、海軍が264機、海兵隊が360機を受領した。

#### アメリカ海兵隊
1960年、海軍兵器局 (BuWeps) は、アメリカ海兵隊のHUS（CH-34） シーホースの後継となる強襲輸送用ヘリコプターの要求仕様を提示した。そして1961年2月、V-107-IIの強襲輸送仕様（BV-107M）14機がHRB-1 シーナイト（Sea Knight）として発注された。これらの機体は1962年の命名法改正に伴う命名変更に伴ってCH-46Aと改称し、初号機は1962年10月16日に初飛行した。CH-46Aは1,250軸馬力のゼネラル・エレクトリック T58-GE-8Bターボシャフトエンジンを双発に配し、救難任務であれば、基地からの距離168キロの位置から20名の人員、または担架15床および衛生兵2名を回収できた。
1964年6月には第265海兵中型ヘリコプター飛行隊が初期作戦能力（IOC）を達成、同年11月には同機の艦隊配備が承認され、1965年6月までに海兵隊の4個飛行隊が同機を運用するに至っていた。同年9月、国防総省はCH-46Aの発注を倍増させた。1966年3月からはベトナム戦争において実戦投入され、1971年1月までにのべ280,000時間の実戦飛行を行った。
1966年8月から1968年6月までの引き渡し分266機は、エンジンを1,400軸馬力のT58-GE-10に更新してローターブレードも設計も改訂したCH-46Dとなり、兵員25名を輸送できた。また1968年7月から1971年までの引き渡し分はアビオニクスを更新したCH-46Fとなった。また1970年代中盤には、既存のCH-46の強化を図るため、CH-46Eが開発された。これはエンジンを1,870軸馬力のT58-GE-16に更新して動力系統も強化するとともに、パイロット席を耐衝撃座席とし、燃料系統の抗堪性を向上させ、救助用ウィンチを改良するものであった。試作機は1975年に初飛行、1977年8月3日にはチェリー・ポイント海兵隊航空基地において最初の改修機が完成し、CH-46A/D合計273機が改修を受けた。
海兵隊は、これらのCH-46を汎用ヘリコプターのように長く愛用したが、MV-22Bが運用を開始すると順次に退役していき、2015年7月30日までに運用を終了した。

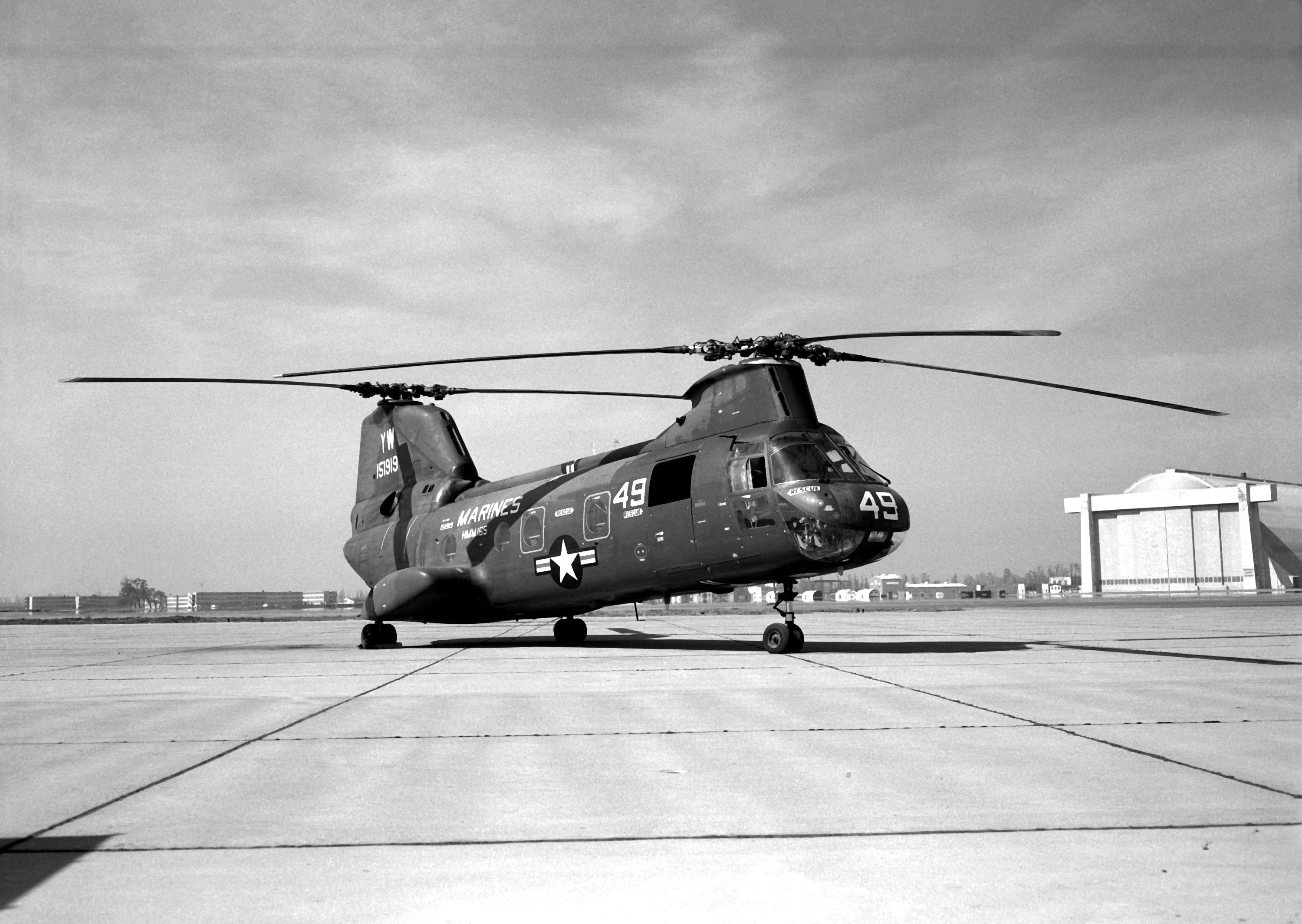
CH-46A (1966年撮影)
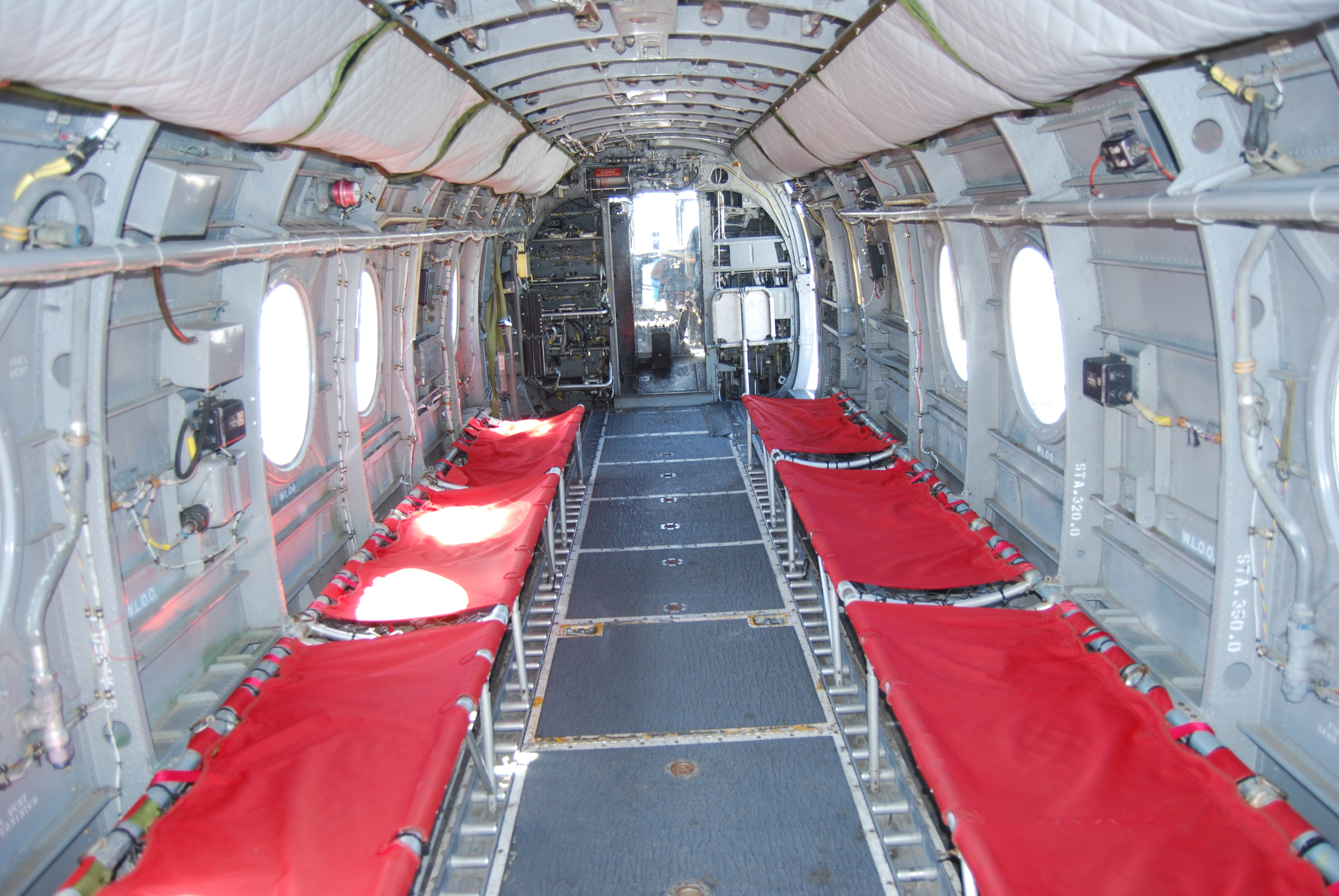
CH-46の機内
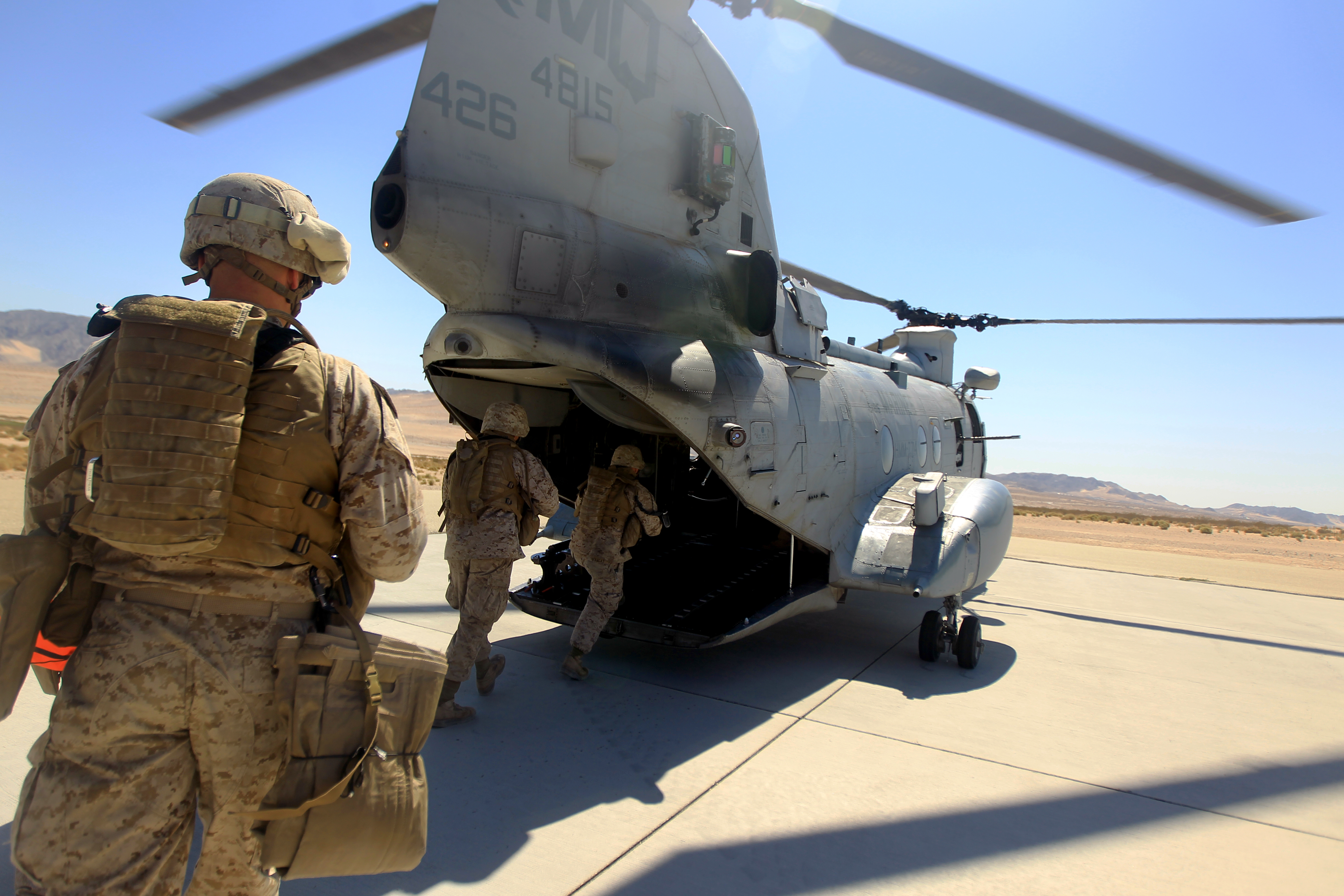
CH-46に乗り込む海兵隊員

#### アメリカ海軍
アメリカ海軍も本機に着目し、1964年7月よりCH-46Aに準じた仕様のUH-46Aを計24機受領、1966年9月以降の受領分はエンジンの強化などCH-46Dに準じた仕様のUH-46Dに移行した。これらは洋上の補給艦から受給艦に対してドライカーゴをヘリコプターで吊り下げ輸送するVERTREPを主任務としており、また副次的に捜索救難や人員輸送も想定されていた。UH-46は輸送能力に優れているだけでなく、タンデムローター式の特性として風向きによる影響を受けにくく、方向自由度が大きく、精密操縦が可能で、速度を出しやすいという点で、VERTREP作業に適しているとされる。サクラメント級高速戦闘支援艦（AOE）やウィチタ級補給・給油艦（AOR）、キラウエア級給兵艦（AE）やシリウス級・マーズ級戦闘給糧艦（AFS）といったドライカーゴを扱う補給艦艇で搭載された。その後、MH-60S ナイトホークによって更新されて、2006年までに運用を終了した。
なお、海兵隊のCH-46Aおよび海軍のUH-46Aのうち61機に対して、救助用ホイストクレーンやドップラーレーダー、追加燃料タンクの搭載など救難ヘリコプターとしての改修が行われ、HH-46Aとして再就役した。このうちの一部は、後にCH-46Dに準じた規格のHH-46Dに改修された。その後、HH-46Dの運用は順次に縮小されていき、2008年から2011年にかけて、第1海兵輸送飛行隊 (VMR-1) が運用していた3機はCH-46Eを改修したHH-46Eに更新されたが、これらも2015年9月に運用を終了した。これらの機体は「ペドロ」というコールサインで知られていた。

### 自衛隊での運用
日本では、川崎航空機（後の川崎重工業航空宇宙システムカンパニー）が生産販売ライセンスを取得しており、1962年（昭和37年）5月にはライセンス生産1号機を飛行させた。川崎での生産分はKV-107IIと呼称されており、後にはエンジンをCT58-IHI-140-1（1,400軸馬力）に変更した独自の改良型としてKV-107IIAも登場した。自衛隊では、KV-107II仕様の機体はV-107、KV-107IIA仕様の機体はV-107Aと称されている。

#### 海上自衛隊

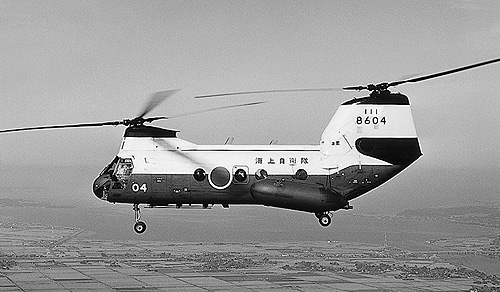
海上自衛隊のKV-107IIA-3

3自衛隊のうち、最も早くKV-107を採用したのが海上自衛隊であった。海自は1958年より航空掃海についての検討に着手しており、1959・60年には海自現用のHSS-1（シングルローター式）と陸自現用のH-21（タンデムローター式）の実機を用いた試験を行った結果、これら現用機種のなかではH-21のほうが適当ではあるものの、エンジン出力、搭載能力及び航続力など性能的にやや不満が残ると結論された。この結果、H-21と同様のタンデムローター式を踏襲しつつ、性能、信頼性ともに向上したV-107の採用が決定したものであった。
メーカー側のモデル名はKV-107II-3であり、アメリカ合衆国で試作されたRH-46の成果を参考にしているともいわれる。昭和37年度に領収できる予定であったが、機体改修等のため、実際には1963年9月となった。燃料搭載量を増大したほか、機雷に対して使用する掃海具のための牽引フックや貨物のスリング輸送のためのカーゴフックの装備を行っている。その後、昭和45年度調達の3号機以降の7機はKV-107IIA仕様となり、メーカー側呼称はKV-107IIA-3となった。
掃海具の曳航用ウィンチは、1号機はアメリカ製であったが、性能的に極めて不満足であり、2号機には国内開発品を装備した。また掃海具も、当初は小型掃海艇用の掃海具を使用していたが、これらの掃海具を扱うためには掃海艇の協力が不可欠であり、ヘリコプター自力での掃海のためには専用掃海具の開発が必要であった。国内開発は断念されて、アメリカ海軍の装備品を導入することになり、昭和48年度までに係維掃海（掃海具MK-101）及び音響掃海（掃海具MK-104）については運用試験を完了したものの、磁気掃海については、V-107Aでも掃海具MK-105の曳航は困難であった。
運用部隊としては、当初は第51航空隊が任務にあたっていたが、このように体制が整ってきたこともあって、1974年2月16日、初の専門部隊として第111航空隊が新編された。しかし磁気掃海機能を欠くこともあって、ポスト4次防ではこれら機能をすべて具備する掃海ヘリコプターとして、アメリカ海軍が運用していたRH-53Dの導入を計画したものの、アメリカ海軍が次期掃海ヘリコプターの開発に移行したために同機の生産が中止になったことから、V-107の納入は9機で中断し、昭和50年度以降の調達は打ち切って、新しく適合する航空機が出現するまで計画を保留することとした。
その後、56中業においてV-107の後継機（MH-X）の機種選定が実施され、RH-53Dの後継機として開発されたMH-53Eと、CH-47派生型の2機種が俎上に載せられた。この結果、掃海ヘリコプターとしての実績が未知数なCH-47派生型よりは、アメリカ海軍による実用化途上にあるMH-53Eのほうが採択され、1989年11月に第51航空隊に引き渡された。既にV-107は老朽化が進んでいたことから順次退役し、1990年（平成2年）3月30日までに運用を終了した。

#### 陸上自衛隊

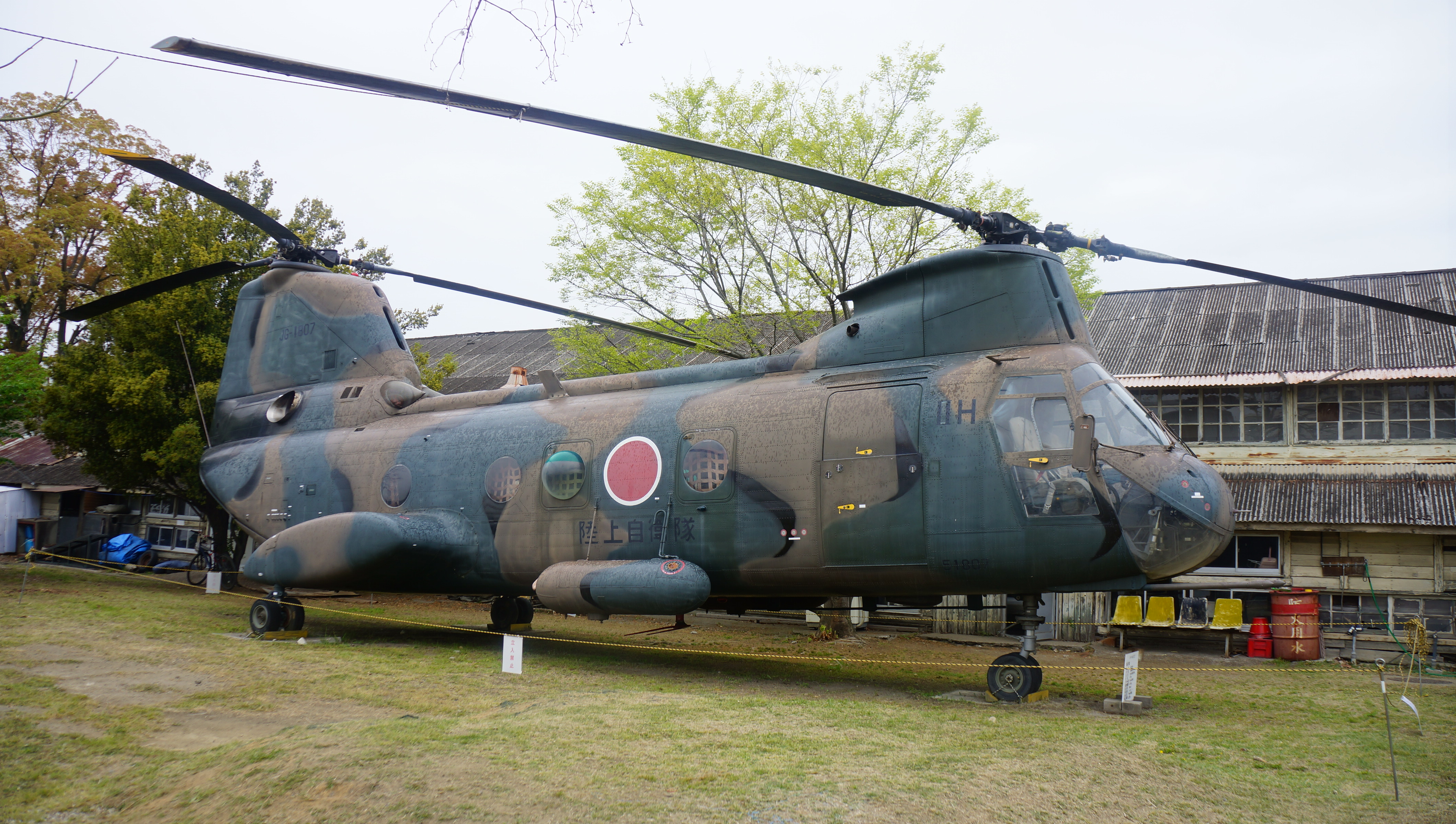
陸上自衛隊のKV-107IIA-4

陸上自衛隊は、兵員・物資の輸送用としてKV-107II-4を導入し、1966年より就役を開始した。アメリカ海兵隊のCH-46と類似した仕様の機体で、人員26名または担架15床を搭載できた。また物資や車両の搭載を考慮してキャビンの床は強化されているほか、ローラーコンベアや電動ウインチも装備された。胴体下には、105mm榴弾砲M2A1など最大4.5トンの物資・貨物を吊り下げ輸送することができた。
後期調達分18機はKV-107IIA仕様となり、メーカー側呼称はKV-107IIA-4となった。特にこのうち4機は燃料タンクを大型化して航続距離を延伸するとともに、航法用のドップラーレーダーやUHF無線機を搭載しており、V-107Aと呼称されて、沖縄県の第101飛行隊に配備された。
1981年11月20日までに60機を受領したが、うち1機は要人輸送機仕様とされている。陸自では、来るべき第五次防衛力整備計画において、中央で1個師団、方面隊で1個連隊、師団で1個中隊をヘリボーン機動させる能力の整備を目指して、V-107ヘリコプター600機の整備を計画していた。しかし結局5次防は策定されず、またオイルショックの影響による経済の混乱などもあって、600機という大量の整備は実現しなかった。後継機としてCH-47J/JAが導入されると減数し、要人輸送機（KV-107II-4A）は1996年（平成8年）4月に退役、KV-107II-4/IIA-4も2002年（平成14年）3月25日に全機が退役した。
なお本機は災害派遣でも活躍した。1976年には長良川決壊（9.12水害）現場に向かう木更津駐屯地の機体が1機、三河湾で墜落している。また、日本航空123便墜落事故にも出動し、生き残った乗客を救出する姿がテレビなどで報道され、有名になった。

#### 航空自衛隊

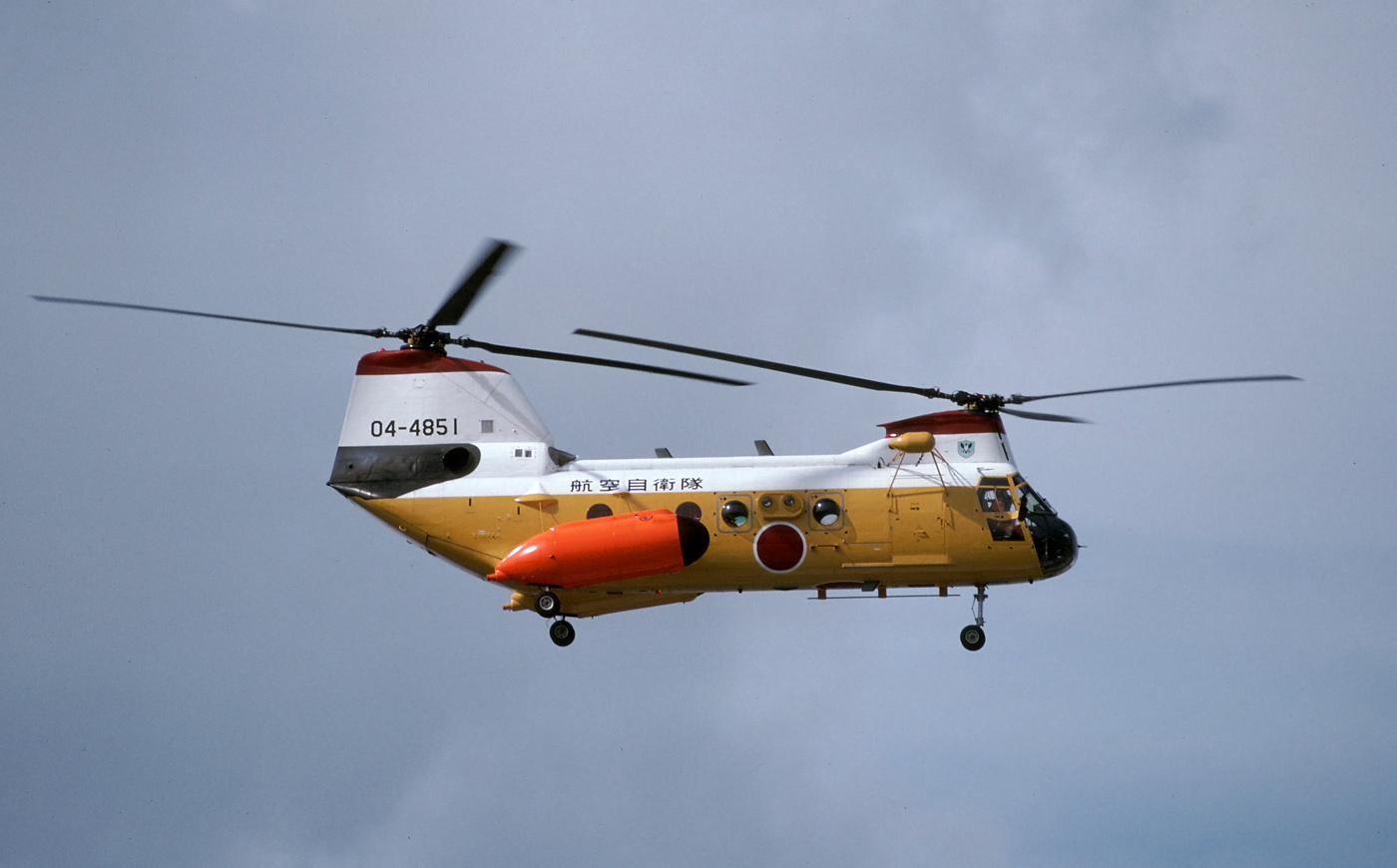
航空自衛隊のKV-107IIA-5

航空自衛隊は、S-62JおよびH-19Cの後継となる救難ヘリコプターとしてKV-107II-5を導入した。胴体両脇に大型のスポンソンタンクを備え、燃料搭載量は合計1,000米国液量ガロン（3,785リットル）に達する。またこの燃料タンクは、着水時の安定性を向上させるためのフロートを兼ねている。遠く外洋まで進出して捜索救難任務を行えるように航法・通信装備が強化されているほか、機体両側面には捜索用の可動式サートライトとバブルキャノピーを備える。胴体右前部には電動式のホイストクレーンを備え、一度に約270キロの吊り上げが可能である。また輸送能力も高く、これを活かして、主要航空基地と全国に点在する各作戦基地（レーダーサイトや高射隊など）とを結ぶ端末空輸にあたることもあったが、こちらは後に専用機としてCH-47Jが導入された。
引き渡しは1967年より開始されたが、1973年の18号機以降の35機はKV-107IIA仕様となり、メーカー側呼称はKV-107IIA-5となった。しかしエンジン強化型であるIIA-5でも標高3,000メートルの山岳地帯では上昇性能限界に近く、困難な任務を強いられる場合もあった。
1991年から後継のUH-60Jの導入が始まると、順次に代替されていき、2009年（平成21年）11月3日、入間基地の航空祭でラストフライトを行なった844号機（浜松救難隊）を最後に退役した。これは自衛隊全体でのKV-107シリーズの運用終了でもあった。

### その他の組織での運用

#### カナダ軍
カナダ空軍では、1963年から1964年にかけてCH-46Aに準じた機体を6機受領し、CH-113 ラブラドールとして、主に救難機として運用した。エンジンはCH-46Aと同機種・同出力だが、燃料搭載量が900米国液量ガロン（3,408リットル）に増加したことで、航続距離は1,050キロ以上に延伸された。
またカナダ陸軍も、1964年から1965年にかけて、これとほぼ同仕様の機体を12機受領し、CH-113A ボワヤジュールとして、兵員・物資の輸送に使用した。

#### スウェーデン軍
スウェーデン軍もV-107-IIを発注し、HKP-4として、初号機は1963年4月19日に初飛行した。同機はエンジンをブリストル・シドレー社によるライセンス生産版であるグノームに変更しており、海軍（4機）では対潜戦および対機雷戦、空軍（10機）では特殊捜索救難を任務とした。
またその後、川崎重工業からもKV-107-II-5に準じた機体8機を購入し、これはHKP-4Cとして海軍で運用された。

#### 警視庁
警視庁航空隊は、1973年2月にKV-107IIA-17 1機の引き渡しを受けた。これは貨客混載機仕様で、機体前半部には乗客用座席12席が設けられているのに対し、後半部は貨物スペースで、貨物2,268キロ（5,000ポンド）または担架6床を搭載できた。またこちらにも座席12席を設置することもできた。

#### タイ王国政府
タイ王国では、1964年に川崎重工業からKV-107/II-7 1機を受領し、要人輸送機として運用した。要人・随行員6－11名を搭乗させることができた。またこのほか、一般的な人員輸送用として、KV-107/II-2 3機も配備された。ただしこれらの機体は、1983年までに、下記のコロンビア・ヘリコプターズ社によって購入された。

#### サウジアラビア内務省
サウジアラビアの内務省 (Ministry of Interior) は、川崎重工業からKV-107IIAを購入した。KV-107IIA-SM-1は空中消火に対応した消防防災ヘリコプター仕様で、1979年初頭に4機が引き渡された。一方、KV-107IIA-SM-2は捜索救難・航空救急仕様で、1978年11月に2機が引き渡された。その後、KV-107IIA-SM-3およびKV-107IIA-SM-4も追加され、合計16機が引き渡された。

#### 民間企業

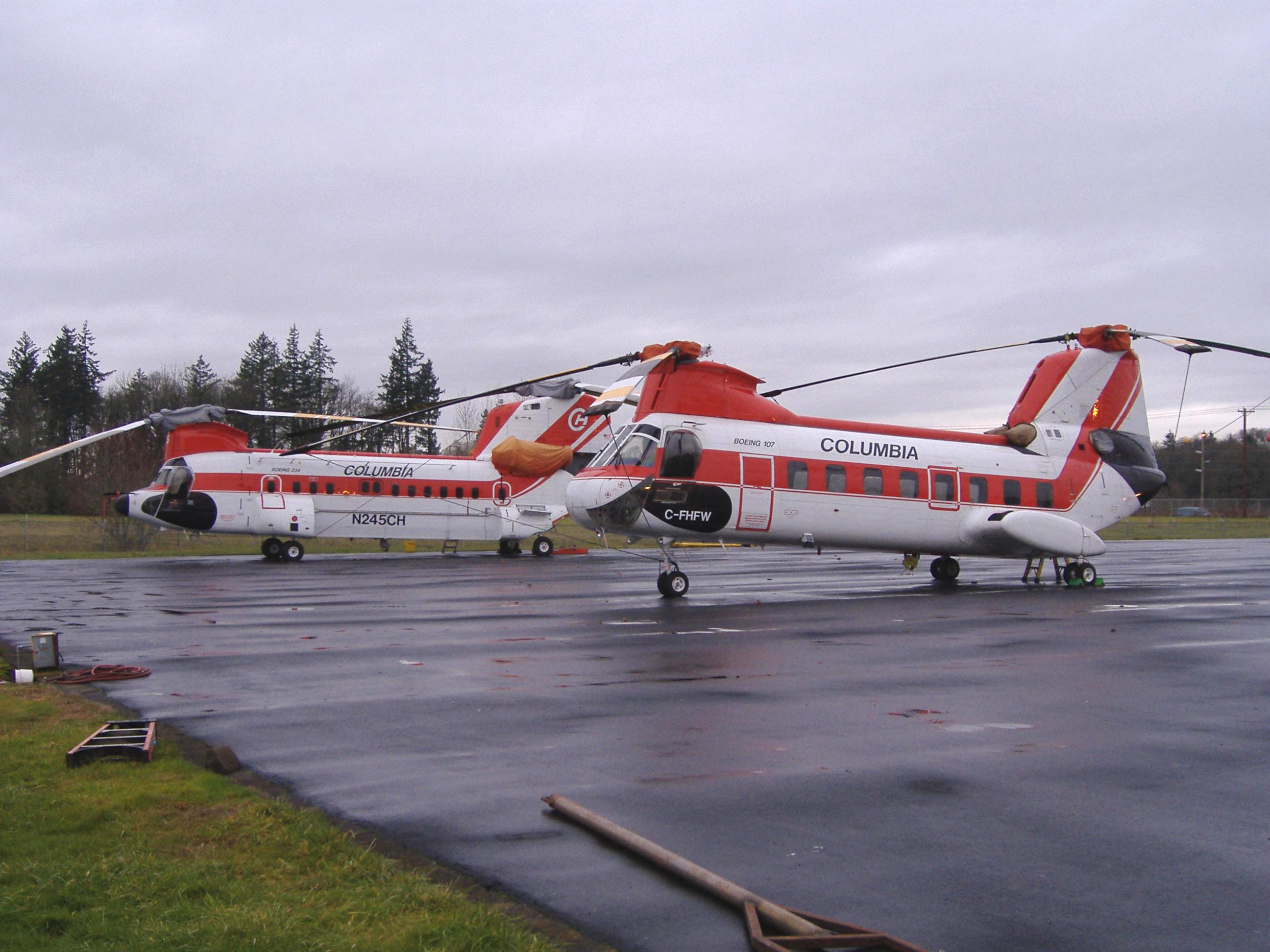
コロンビア・ヘリコプターズのV-107およびボーイング234

ボーイング・バートル社は、1967年からはアメリカ軍向けのH-46の生産に注力することになり、民間向けの生産は川崎航空機が一手に担うことになった。
特に関西汽船が設立した関汽エアラインズはKV-107/II-2を2機購入し、1963年8月から、大分空港-別府-阿蘇-熊本空港を結ぶ日本ではじめてのヘリコプター旅客輸送を開始した。しかし商業的には成功せず、1年程度で同路線の運航を終了し、1965年2月からは東京-伊東および伊東-大島を結ぶ路線を開設したものの、こちらも1966年3月には運行終了となり、KV-107は川崎重工業が引き取って、同社の100％子会社であったエアーリフト社へ譲渡された。
アメリカ合衆国でも、1962年7月1日より、ニューヨーク航空がバートル製のV-107/IIヘリコプター8機（うち3機はパンアメリカン航空）を用いた定期運航を行っていたが、KV-107/II-2も3機購入して運航に用いていた。その後、1979年にニューヨーク航空が運航を停止すると、その所有機はコロンビア・ヘリコプターズ社に移籍したほか、上記のタイ王国政府が保有していたKV-107-IIなども購入されて、運航に用いられている。

## 性能・主要諸元
出典: Taylor 1971, pp. 262–264, Johnson 2018, pp. 472–479
諸元
- 乗員: 3名
- 定員: 兵員25名＋指揮官
- 全長: 　
  - (ローター回転時) CH-46A: 83 ft 4 in (25.40 m) / CH-46F: 84 ft 4 in (25.70 m)
  - (胴体長) CH-46A: 44 ft 7 in (13.59 m) / CH-46F: 44 ft 10 in (13.67 m)
- 全高: 16 ft 8.5 in (5.093 m)
- ローター直径: CH-46A: 50 ft 0 in (15.24 m) / CH-46F: 51 ft 0 in (15.54 m)
- 翼型: タンデムローター
- 空虚重量: CH-46A: 12,406 lb (5,627 kg) / CH-46F: 13,342 lb (6,052 kg)
- 最大離陸重量: CH-46A: 21,400 lb (9,700 kg) / CH-46F: 23,000 lb (10,000 kg) / CH-46E: 24,300 lb (11,000 kg)
- 動力: ゼネラル・エレクトリック T58 ターボシャフトエンジン、バージョン・出力は下記の通り：
  - CH-46A (T58-GE-8B): 1,250 hp (930 kW) × 2
  - CH-46F (T58-GE-10): 1,400 hp (1,000 kW) × 2
  - CH-46E (T58-GE-16): 1,870 hp (1,390 kW)    × 2

性能
- 最大速度: CH-46A: 138 kn (256 km/h) / CH-46F: 144 kn (267 km/h)
- 巡航速度: CH-46A: 135 kn (250 km/h) / CH-46F: 143 kn (265 km/h)
- 航続距離: 　
  - CH-46A (AUW 8,722 kg, 搭載量1,815 kg, 残燃料10％時): 199 nmi (369 km)
  - CH-46F
    - (AUW 9,435 kg, 搭載量1,939 kg, 残燃料10％時): 206 nmi (382 km)
    - (AUW 10,433 kg, 搭載量2,937 kg, 残燃料10％時): 198 nmi (367 km)
- 実用上昇限度: CH-46A: 13,000 ft (4,000 m) / CH-46F: 14,000 ft (4,300 m)
- 上昇率: CH-46A: 1,439 ft/min (7.31 m/s) / CH-46F: 1,715 ft/min (8.71 m/s)

武装
- ドアガン: GAU-15 12.7mm機関銃×2丁
- カーゴランプ部: M240D 7.62mm機関銃×1丁